# Bellmont (Illinois)
Bellmont – wieś w Stanach Zjednoczonych, w stanie Illinois, w hrabstwie Wabash.